# Mycetophila patagonesi
Mycetophila patagonesi är en tvåvingeart som beskrevs av Lane 1958. Mycetophila patagonesi ingår i släktet Mycetophila och familjen svampmyggor. Inga underarter finns listade i Catalogue of Life.